# Richard Matheson
Richard Burton Matheson (ur. 20 lutego 1926 w Allendale, zm. 23 czerwca 2013 w Calabasas) – amerykański pisarz i autor scenariuszy, poruszający się w ramach fantastyki i horroru.

## Historia
Urodził się w Allendale w New Jersey. Był dzieckiem norweskich imigrantów. Dorastał w Brooklynie, w 1943 roku został wyrzucony ze szkoły. Wstąpił do wojska i uczestniczył w drugiej wojnie światowej jako żołnierz piechoty. Ożenił się w 1952 i miał czwórkę dzieci, spośród których troje zostało pisarzami. Jego najbardziej znanym dziełem jest powieść Jestem legendą, na podstawie której powstał szereg adaptacji, w tym film o tym samym tytule z Willem Smithem w roli głównej.

## Powieści
- Jestem legendą (I Am Legend, 1954)
- Człowiek, który nieprawdopodobnie się zmniejszał (The Shrinking Man, 1956)
- A Stir of Echoes (1958)
- The Beardless Warriors (1960)
- Piekielny dom (Hell House, 1971)
- Bid Time Return (1975)
- Earthbound (1982)
- Między piekłem a niebem (What Dreams May Come, 1978)